# Campeonato Brasileiro de Futebol Sub-23 de 2020
O Campeonato Brasileiro Sub-23 de 2020 foi a quarta edição desta competição futebolística de categoria de base organizada pela Confederação Brasileira de Futebol (CBF). Estava planejada inicialmente para ocorrer entre os meses de maio e setembro. No entanto, os eventos futebolísticos foram suspensos na primeira quinzena de março por causa da pandemia de COVID-19 no país. Por conseguinte, a competição foi adiada para outubro.
Foi disputada por 16 equipes entre os dias 	16 de outubro de 2020 e 31 de janeiro de 2021. Ceará e Vila Nova protagonizaram a decisão, a qual o clube cearense saiu vitorioso nas cobranças por pênaltis. Com esses resultados, o clube conquistou o seu primeiro título na história da competição.

## Formato e participantes
A CBF divulgou o regulamento do Campeonato Brasileiro Sub-23 no dia 22 de setembro de 2020. O torneio foi disputado no mesmo molde da temporada anterior: numa primeira fase, as 16 agremiações foram divididas em dois grupos, pelos quais disputaram confrontos de turno único contra os adversários do grupo oposto. Após oito rodadas, as quatro melhores colocadas de cada chaveamento prosseguiram na competição. Os classificados foram novamente divididos em dois grupos; contudo, na segunda fase, disputaram jogos de turno e returno contra os adversários do próprio chaveamento. Após seis rodadas, os dois melhores colocados de cada grupo se classificaram para a semifinal. Esta e a final foram disputadas em partidas eliminatórias de ida e volta, com o mando de campo da última partida para o clube com melhor campanha. Os 16 participantes dessa edição foram:
| Federação                                              | Participantes       | Participações | Títulos |
| ------------------------------------------------------ | ------------------- | ------------- | ------- |
| Alagoas                                                | CRB                 | —             | —       |
| Ceará                                                  | Ceará               | 1             | —       |
| Ceará                                                  | Fortaleza           | —             | —       |
| Goiás                                                  | Vila Nova           | —             | —       |
| Maranhão                                               | Sampaio Corrêa      | —             | —       |
| Pará                                                   | Paysandu            | —             | —       |
| Pernambuco                                             | Santa Cruz          | 2             | —       |
| Paraná                                                 | Coritiba            | 3             | —       |
| Paraná                                                 | Paraná              | 1             | —       |
| Rio de Janeiro \|style="text-align: left;"\|Fluminense | —                   | —             |         |
| Rio Grande do Sul                                      | Grêmio              | 3             | —       |
| Rio Grande do Sul                                      | Juventude           | —             | —       |
| Santa Catarina                                         | Avaí                | 2             | —       |
| São Paulo                                              | Corinthians         | 1             | —       |
| São Paulo                                              | Red Bull Bragantino | —             | —       |
| São Paulo                                              | Santos              | 3             | —       |

## Resultados
Os resultados das partidas da competição estão apresentados nos chaveamentos abaixo. As duas primeiras fases foram disputadas por pontos corridos, com os seguintes critérios de desempates sendo adotados em caso de igualdades: número de vitórias, saldo de gols, número de gols marcados, número de cartões vermelhos recebidos, número cartões amarelos recebidos e sorteio. Por outro lado, as fases eliminatórias consistiram de partidas de ida e volta, as equipes mandantes da primeira partida estão destacadas em itálico e as vencedoras do confronto, em negrito. Conforme preestabelecido no regulamento, o resultado agregado das duas partidas definiram quem avançou à final, que foi disputada por Ceará e Vila Nova e vencida pela primeira equipe, que se tornou campeã da edição.

### Fases finais
|  | Semifinais | Semifinais | Semifinais | Semifinais |       |           | Final | Final | Final | Final |
|  |            |            |            |            |       |           |       |       |       |       |
|  | Juventude  | 0          | 0          | 0          |       |           |       |       |       |       |
|  | Ceará      | 2          | 1          | 3          |       |           |       |       |       |       |
|  | Ceará      | 2          | 1          | 3          |       | Vila Nova | 2     | 1     | 3 (2) |       |
|  |            |            |            |            |       | Vila Nova | 2     | 1     | 3 (2) |       |
|  |            | Ceará (p.) | 0          | 3          | 3 (4) |           |       |       |       |       |
|  | Fluminense | Ceará (p.) | 0          | 3          | 3 (4) | 2         | 0     | 2     |       |       |
|  | Fluminense |            |            |            |       | 2         | 0     | 2     |       |       |
|  | Vila Nova  | 1          | 2          | 3          |       |           |       |       |       |       |